# Athlétisme aux Jeux de la Francophonie de 1997
 (avril 2025).
Si vous disposez d'ouvrages ou d'articles de référence ou si vous connaissez des sites web de qualité traitant du thème abordé ici, merci de compléter l'article en donnant les références utiles à sa vérifiabilité et en les liant à la section « Notes et références ».
Navigation
Les épreuves d'athlétisme aux Jeux de la Francophonie 1997 se sont déroulés à Antananarivo à Madagascar.
Au cours de cette troisième édition, huit records des Jeux sont battus : chez les femmes, la Roumaine Denisa Costescu établit le record du 5 000 m féminin, nouvelle épreuve, tandis que Laurence Manfredi et Kim Vanderhoek améliorent chacune le record des Jeux du lancer du poids et de l'heptathlon respectivement ; pour les hommes, Jean-Olivier Zirignon au 100 m, Alejandro Argudin au 400 mètres haies, Mike Caza au saut en hauteur, Cheikh Touré à la longueur et Bouna Diop au lancer du javelot font de même.

## Résultats

### Hommes
| Épreuves | Or                                       | Argent                                    | Bronze                                                                         |
| --- | ---------------------------------------- | ----------------------------------------- | ------------------------------------------------------------------------------ |
| 100 m | Jean-Olivier Zirignon (CIV) 10 s 07 CR   | Souleymane Meité (CIV) 10 s 33            | Antoine Boussombo (GAB) 10 s 42                                                |
| 200 m | Joseph Loua (GUI) 20 s 54                | Souleymane Meité (CIV) 20 s 94            | Antoine Boussombo (GAB) 21 s 00                                                |
| 400 m | Ibrahima Wade (SEN) 45 s 74              | Hachim Ndiaye (SEN) 46 s 16               | Eric Milazar (MRI) 46 s 67                                                     |
| 800 m | Arthémon Hatungimana (BDI) 1 min 46 s 83 | Zach Whitmarsh (en) (CAN) 1 min 48 s 02   | Assane Diallo (SEN) 1 min 48 s 26                                              |
| 1 500 m | Ovidiu Olteanu (ROU) 3 min 45 s 37       | Allan Klassen (CAN) 3 min 45 s 71         | Halez Taguelmint (FRA) 3 min 47 s 67                                           |
| 5 000 m | Vital Gahungu (BDI) 14 min 45 s 3        | Nicolae Negru (ROU) 14 min 46 s 1         | Haja Ramananjatovo (MAD) 14 min 46 s 6                                         |
| 10 000 m | Haja Ramananjatovo (MAD) 29 min 55 s 8   | Tharcisse Gashaka (BDI) 29 min 58 s 02    | Nicolae Negru (ROU) 30 min 21 s 33                                             |
| 20 km marche | Hatem Ghoula (TUN) 1 h 26 min 39 s       | Sylvain Caudron (FRA) 1 h 27 min 59 s     | Pascal Servanty (FRA) 1 h 29 min 30 s                                          |
| 110 m haies | Jonathan Nsenga (BEL) 13 s 56            | Jean-Marc Grava (FRA) 13 s 71             | Sébastien Denis (FRA) 13 s 72                                                  |
| 400 m haies | Alejandro Argudin (ROU) 49 s 22 CR       | Jean-Paul Bruwier (BEL) 50 s 02           | Gilbert Hashan (MRI) 50 s 46                                                   |
| 3 000 m steeple | Graeme Fell (CAN) 8 min 55 s 56          | Jean-Nicolas Duval (Québec) 8 min 56 s 16 | Thomas Toyi (BDI) 8 min 57 s 38                                                |
| 4 × 100 m | Côte d'Ivoire 38 s 7                     | Cameroun 39 s 3                           | Bénin 39 s 5                                                                   |
| 4 × 400 m | Sénégal 3 min 02 s 0                     | Maurice 3 min 07 s 3                      | France Ousmane Diarra Jean-Laurent Heusse David Kafka Marc Raquil 3 min 07 s 4 |
| Saut en hauteur | Mike Caza (CAN) 2,23 m CR                | Khemraj Naiko (MRI) 2,23 m                | Olivier Sanou (BUR) 2,15 m                                                     |
| Saut à la perche | Nicolas Jolivet (FRA) 5,40 m             | Mathieu Boisrond (FRA) 5,20 m             | Jeff Miller (CAN) 5,10 m                                                       |
| Saut en longueur | Cheikh Touré (SEN) 8,19 m CR             | Franck Zio (BUR) 8,02 m                   | Mike Laberge (CAN) 7,82 m                                                      |
| Triple saut | Toussaint Rabenala (MAD) 16,50 m         | Oral O'Gilvie (CAN) 16,49 m               | Jimmy Gabriel (FRA) 16,46 m                                                    |
| Lancer du poids | Stéphane Vial (FRA) 17,79 m              | Rocky Vaitanaki (FRA) 17,75 m             | Raphaël Cécé (FRA) 17,14 m                                                     |
| Lancer du disque | Costel Grasu (ROU) 59,02 m               | Jean-Claude Retel (FRA) 58,11 m           | Mickaël Conjungo (CAF) 57,47 m                                                 |
| Lancer du marteau | Frédéric Kuhn (FRA) 70,90 m              | David Chaussinand (FRA) 69,62 m           | John Stoikos (CAN) 68,40 m                                                     |
| Lancer du javelot | Bouna Diop (SEN) 75,82 m CR              | Vitolio Tipotio (FRA) 72,61 m             | Maher Ridane (TUN) 70,63 m                                                     |
| Décathlon | Pierre Salamand (FRA) 7477 pts           | Yves Bourgey (FRA) 7376 pts               | Anis Riahi (TUN) 7356 pts                                                      |
| Marathon | Pascal Fétizon (FRA) 2 h 24 min 34 s     | Souley Oumarou (NIG) 2 h 34 min 12 s      | Jean de la Croix Mahatana (MAD) 2 h 44 min 10 s                                |
| Records et Performances - AR : Record continental (area record) - CR : Record des championnats (championship record) - MR : Record du meeting (meet record) - NR : Record national (national record) - OR : Record olympique (olympic record) - PR : Record paralympique (paralympic record) - PB : Record personnel (personal best) - SB : Meilleure performance personnelle de la saison (season's best) - WL : Meilleure performance mondiale de l'année (world leader) - WJR : Record du monde junior (world junior record) - WR : Record du monde (world record) Circonstances et Conditions - DNF : N'a pas terminé (did not finish) - DNS : N'a pas pris le départ (did not start) - DQ : Disqualification (disqualification) - NM : Aucun essai valable enregistré (No Mark) - Q : Qualifié « directement » au prochain tour (ou à la prochaine compétition), lors d'une compétition majeure, grâce au classement ou à la réalisation des minima (automatic qualifier) - q : Qualifié au prochain tour (ou à la prochaine compétition), lors d'une compétition majeure, grâce au repêchage ou à la réalisation de l'une des meilleures performances parmi celles des « non qualifiés directement » (grâce au meilleur temps ou à la meilleure distance par exemple) (secondary qualifier) |                                          |                                           |                                                                                |

### Femmes
| Épreuves | Or                                           | Argent                                                                             | Bronze                                                                  |
| --- | -------------------------------------------- | ---------------------------------------------------------------------------------- | ----------------------------------------------------------------------- |
| 100 m | Hanitriniaina Rakotondrabé (MAD) 11 s 51     | Georgette Nkoma (CMR) 11 s 65                                                      | Lalao Ravaonirina (MAD) 11 s 66                                         |
| 200 m | LaToya Austin (CAN) 23 s 40                  | Anita Mormand (FRA) 23 s 53                                                        | Aïda Diop (SEN) 23 s 78                                                 |
| 400 m | Marie-Louise Bévis (FRA) 52 s 91             | Fabienne Ficher (FRA) 52 s 99                                                      | Mireille Nguimgo (CMR) 53 s 18                                          |
| 800 m | Karen Goetze (FRA) 2 min 06 s 32             | Jean Fletcher (CAN) 2 min 06 s 37                                                  | Virginie Fouquet (FRA) 2 min 06 s 73                                    |
| 1 500 m | Cindy O'Krane (CAN) 4 min 19 s 80            | Céline Rajot (FRA) 4 min 23 s 68                                                   | Martine Rasoarimalala (MAD) 4 min 26 s 32                               |
| 5 000 m | Denisa Costescu (ROU) 16 min 44 s 2 CR       | Rodica Nagel (FRA) 17 min 04 s 5                                                   | Nathalie Deroubaix (BEL) 17 min 06 s 7                                  |
| 10 000 m | Jackie Mota (CAN) 34 min 27 s 57             | Clarisse Rasoarizay (MAD) 34 min 59 s 75                                           | Tina Connelly (CAN) 35 min 27 s 21                                      |
| 10 km marche | Anne-Catherine Berthonnaud (FRA) 49 min 18 s | Fatiha Ouali (FRA) 50 min 51 s                                                     | Marina Crivello (Québec) 56 min 04 s                                    |
| 100 m haies | Nicole Ramalalanirina (MAD) 13 s 21          | Isabelle Corréa (FRA) 13 s 60                                                      | Mame Tacko Diouf (SEN) 13 s 68                                          |
| 400 m haies | Aurélie Jonary (MAD) 57 s 20                 | Cendrino Razaiarimalala (MAD) 57 s 28                                              | Mame Tacko Diouf (SEN) 57 s 33                                          |
| 4 × 100 m | Madagascar 44 s 45                           | France Isabelle Correa Marie-Joëlle Dogbo Nathalie Polin Linda Ferga 44 s 46       | Canada Erika Witter Lisa Nicole Kosh Dena Burrows LaToya Austin 44 s 61 |
| 4 × 400 m | Cameroun 3 min 34 s 40                       | France Marie-Louise Bévis Sylvie Birba Fabienne Ficher Anita Mormand 3 min 34 s 99 | Madagascar 3 min 35 s 09                                                |
| Saut en hauteur | Sabrina De Leeuw (BEL) 1,85 m                | Nathalie Belfort (Québec) 1,82 m                                                   | Irène Tiendrébéogo (BUR) 1,82 m                                         |
| Saut en longueur | Vanessa Monar-Enweani (CAN) 6,30 m           | Linda Ferga (FRA) 6,29 m                                                           | Doris Randriamaro (MAD) 6,04 m                                          |
| Triple saut | Valérie Guiyoule (FRA) 13,98 m               | Françoise Mbango Etone (CMR) 13,75 m                                               | Michelle Hastick (CAN) 13,64 m                                          |
| Lancer du poids | Laurence Manfrédi (FRA) 16,70 m CR           | Georgette Reed (CAN) 15,97 m                                                       | Amel Ben Khaled (TUN) 14,95 m                                           |
| Lancer du disque | Isabelle Devaluez (FRA) 55,81 m              | Catherine Gery (FRA) 47,46 m                                                       | Georgette Reed (CAN) 46,73 m                                            |
| Lancer du javelot | Isabelle Surprenant (Québec) 49,99 m         | Bernadette Perrine (MRI) 49,85 m                                                   | Sandy Taylor (CAN) 46,25 m                                              |
| Heptathlon | Kim Vanderhoek (CAN) 5650 pts CR             | Guilaine Graw (FRA) 5544 pts                                                       | Muriel Crozet (FRA) 5296 pts                                            |
| Marathon | Clarisse Rasoarizay (MAD) 2 h 56 min 24 s    | Elysée Razafimahatratra (MAD) 3 h 02 min 16 s                                      | Sonia Agoun (TUN) 3 h 06 min 13 s                                       |
| Records et Performances - AR : Record continental (area record) - CR : Record des championnats (championship record) - MR : Record du meeting (meet record) - NR : Record national (national record) - OR : Record olympique (olympic record) - PR : Record paralympique (paralympic record) - PB : Record personnel (personal best) - SB : Meilleure performance personnelle de la saison (season's best) - WL : Meilleure performance mondiale de l'année (world leader) - WJR : Record du monde junior (world junior record) - WR : Record du monde (world record) Circonstances et Conditions - DNF : N'a pas terminé (did not finish) - DNS : N'a pas pris le départ (did not start) - DQ : Disqualification (disqualification) - NM : Aucun essai valable enregistré (No Mark) - Q : Qualifié « directement » au prochain tour (ou à la prochaine compétition), lors d'une compétition majeure, grâce au classement ou à la réalisation des minima (automatic qualifier) - q : Qualifié au prochain tour (ou à la prochaine compétition), lors d'une compétition majeure, grâce au repêchage ou à la réalisation de l'une des meilleures performances parmi celles des « non qualifiés directement » (grâce au meilleur temps ou à la meilleure distance par exemple) (secondary qualifier) |                                              |                                                                                    |                                                                         |

## Tableau des médailles
Dix-huit délégation sont médaillées :
- Nation hôte (Madagascar)

| Rang  | Nation                    | Or | Argent | Bronze | Total |
| ----- | ------------------------- | -- | ------ | ------ | ----- |
| 1     | France                    | 11 | 19     | 8      | 38    |
| 2     | Canada                    | 7  | 5      | 8      | 20    |
| 3     | Madagascar                | 7  | 3      | 6      | 16    |
| 4     | Sénégal                   | 4  | 1      | 4      | 9     |
| 5     | Roumanie                  | 4  | 1      | 1      | 6     |
| 6     | Côte d'Ivoire             | 2  | 2      | 0      | 4     |
| 7     | Burundi                   | 2  | 1      | 1      | 4     |
| 8     | Belgique                  | 2  | 1      | 1      | 4     |
| 9     | Cameroun                  | 1  | 3      | 1      | 5     |
| 10    | Québec                    | 1  | 2      | 1      | 4     |
| 11    | Tunisie                   | 1  | 0      | 4      | 5     |
| 12    | Guinée                    | 1  | 0      | 0      | 1     |
| 13    | Maurice                   | 0  | 3      | 2      | 5     |
| 14    | Burkina Faso              | 0  | 1      | 2      | 3     |
| 15    | Niger                     | 0  | 1      | 0      | 1     |
| 16    | Gabon                     | 0  | 0      | 2      | 2     |
| 17    | Bénin                     | 0  | 0      | 1      | 1     |
| 17    | République centrafricaine | 0  | 0      | 1      | 1     |
| Total | Total                     | 43 | 43     | 43     | 129   |